# La cautiva (película de 2000)

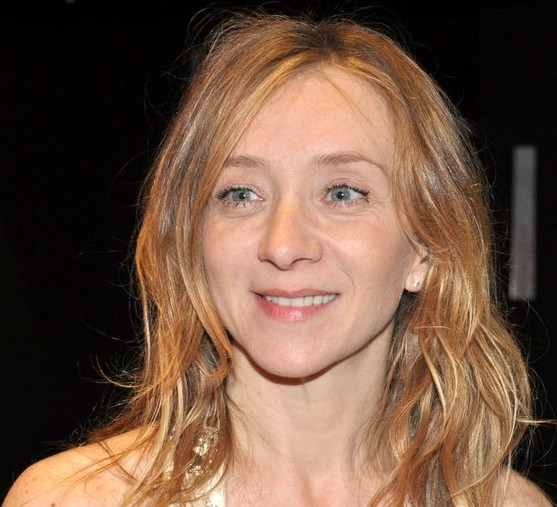
Sylvie Testud, 2011

La cautiva (La captive) es una película franco-belga de 2000, dirigida por Chantal Akerman y protagonizada por Stanislas Merhar y Sylvie Testud.
El guion se basa en la obra La prisionera (La Prisonnière) de Marcel Proust, quinto tomo de su obra En busca del tiempo perdido (A la recherche du temps perdu) en 1925.

## Sinopsis
Simón (Stanislas Merhar) retiene a Ariane (Sylvie Testud) en su apartamento parisino. Él quiere saberlo todo sobre ella, la acompañada en sus salidas y la somete a un cuestionamiento incesante, para así poder controlar sus deseos y movimientos.
A pesar de las circunstancias, Ariane, mediante una serie de mentiras, consigue conservar un espacio de libertad (física y mental).

## Reparto
- Stanislas Merhar: Simón
- Sylvie Testud: Ariane
- Olivia Bonamy: Andrée
- Liliane Rovère: Françoise, la criada
- Françoise Bertin: La abuela
- Aurore Clément: Léa, la actriz
- Vanessa Larré: Hélène
- Samuel Tasinaje: Levy
- Jean Borodine: El chofer
- Anna Mouglalis: Isabelle
- Bérénice Bejo: Sarah